# Shiga toxin

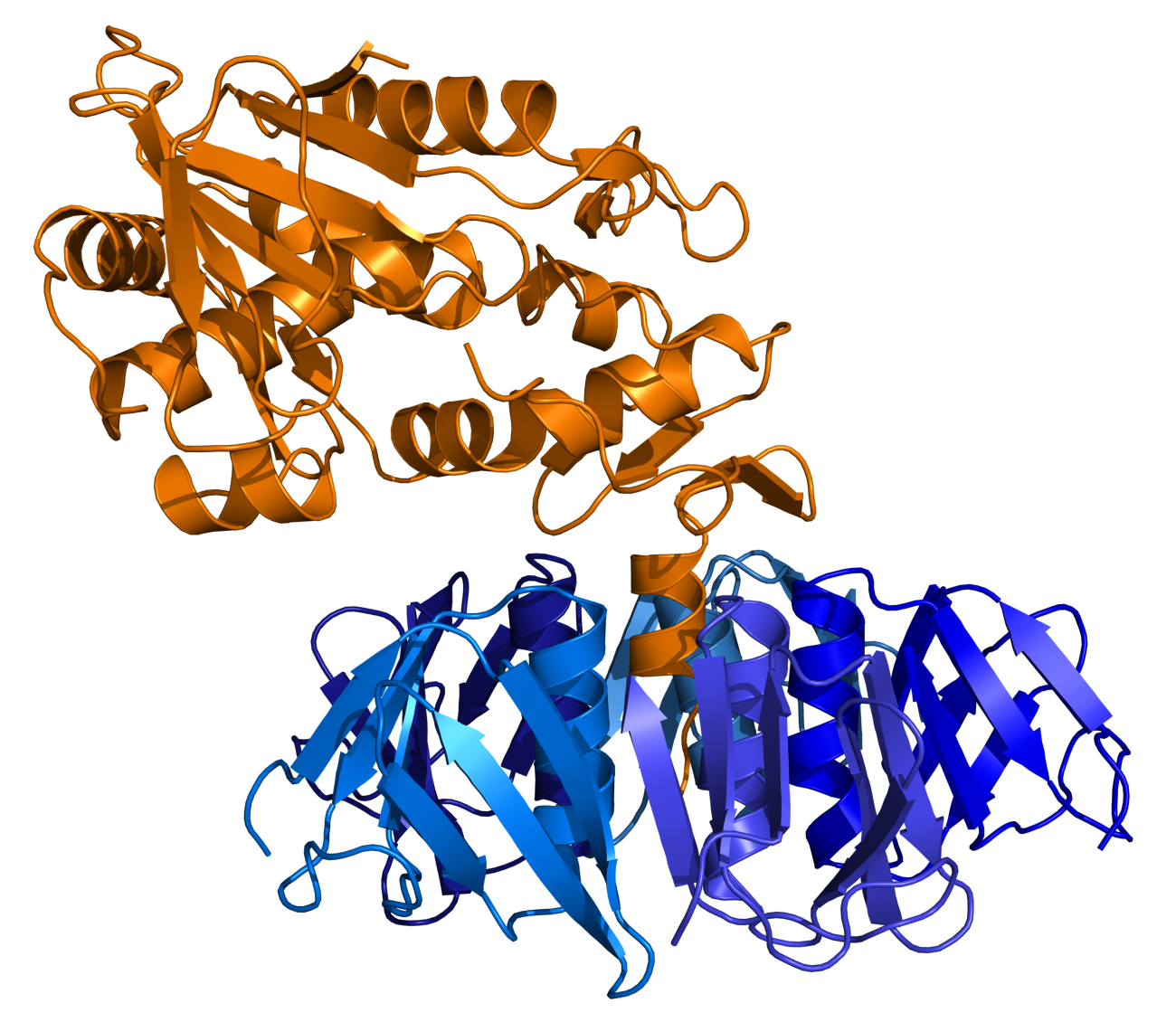
Struktura Shiga toxinu Stx z Escherichia coli O157:H7

Shiga toxin je bílkovinný jed produkovaný bakteriemi z čeledi Enterobacteriaceae, zejména původcem úplavice (Shigella dysenteriae) a některými kmeny Escherichia coli. Pokud dojde k infekci ve střevě, toxin blokuje tvorbu bílkovin v střevních epiteliálních buňkách tím, že poškozuje 23S rRNA nutnou pro správné fungování ribozomu. Přispívá tím k poškozování tlustého střeva a v tenkém střevě vyvolává průjmy typické pro počáteční fáze úplavice.